# Марченки (Городокский район)
Марченки (бел. Ма́рчанкі) — деревня в Городокском районе Витебской области Белоруссии. Входит в состав Езерищенского сельсовета, ранее входила в состав Руднянского сельсовета.
Находится в 12 км к востоку от посёлка Езерище на берегу озера Ужо.

## История
До 2004 года деревня была центром Марченского сельсовета. Возле деревни Марченки находилась исчезнувшая деревня Лобанёвка, стоявшая в 3 верстах к западу на южном берегу озера Завесно.
С 2004 года в составе Руднянского сельсовета.

## Достопримечательность
- Памятник землякам и уроженцам деревни, погибшим в Великой Отечественной войне
- Памятник Герою Советского Союза Т. Т. Ромашкину

## Известные лица
- Ромашкин, Тимофей Терентьевич (1919—1954) — бортмеханик Гражданского воздушного флота СССР, участник Советско-финской и Великой Отечественной войн. Герой Советского Союза (1954).
- Куприянов, Фёдор Павлович (1922—1998) — военный деятель, генерал-лейтенант, участник Великой Отечественной войны.